# Jardín Botánico de Mashhad
El Jardín Botánico de Mashhad es un jardín botánico de 22 hectáreas de extensión, de plantas tropicales y subtropicales, que se encuentra en Mashhad, en la provincia de Razavi Jorasán, Irán.

## Localización
Se encuentra en las afueras de Mashhad, en la provincia de Jorasán Razaví, en Irán, cerca de la frontera con Turkmenistán y Afganistán.
Este jardín botánico junto con los jardines botánicos y arboretos repartidos por todo el país:
- Jardín Botánico de Noshahr
- Jardín Botánico de Tabriz
- Jardín Botánico de Dezful
- Colección de Plantas del Desierto de Yazd
- Colección de Plantas del Desierto de Kashan
- Colección de Plantas Medicinales de Hamadán,

dependen administrativamente del Jardín Botánico Nacional de Irán, en Teherán.

## Historia
Este jardín botánico fue creado en 1997.

## Colecciones
Las plantas que alberga este jardín botánico son de especies tropicales y semitropicales de diferentes partes del mundo, para las investigaciones que realizan. 
Es de destacar las varias colecciones de plantas nativas que posee,  entre ellas pistachos silvestres y crocus.

## Propósitos
El objetivo principal de establecer este jardín botánico en la provincia de Jorasán Razaví es la creación y aclimatación de diversas colecciones de plantas, lo que le convierte en un lugar fundamental para la investigación básica sobre estudios de botánica, teniendo también gran uso en aspectos de entrenamiento.
Además conducen investigaciones tendentes a preservar de la erosión genética a diversas especies de plantas tropicales y semitropicales, tanto nativas como extranjeras, preservando las especies en peligro y creando un banco de semillas para abastecimiento compatibles con las condiciones ambientales del país. 
Creación de un banco de germoplasma, con la identificación y selección de las especies que tienen valores económicos, comerciales, o medicinales. 
Intercambios de semillas y experiencias con los institutos iraníes y extranjeros, informando de nuevas especies y métodos de propagación y de preservación. 
Hacer del lugar una zona atráctiva para interesar como zona de lúdica a la población local y al turismo.